# Калиниченко Іван Антонович
Іван Антонович Калиниченко (1912 — ?) — український радянський діяч, директор Львівського заводу «Львівсільмаш», 1-й секретар Сталінського та Ленінського районних комітетів КП(б)У міста Львова.

## Біографія
Член ВКП(б). Освіта вища.
У 1950—1951 роках — 1-й секретар Сталінського районного комітету КП(б)У міста Львова.
У 1951—1952 роках — 1-й секретар Ленінського районного комітету КП(б)У міста Львова.
На 1955—1956 роки — керуючий тресту «Львівгаз» Львівської області.
На 1960—1962 роки — директор Львівського заводу «Львівсільмаш».
Подальша доля невідома.